# Неофит Преславски
Неофит (на гръцки: Νεόφυτος, Неофитос) е гръцки духовник, епископ на Вселенската патриаршия.

## Биография
Неофит е ръкоположен за епископ на Преславската епископия в 1780 година. Споменат е в 1781 година. Умира на 19 септември 1809 година.